# Henry Perronet
Henry Perronet (auch: Henri Pérronet; * 17. Jahrhundert; † 1690) war ein Landschafts- und Hofgärtner des Barock in Deutschland.

## Leben und Werk
Eleonore d’Olbreuse, Gattin des letzten in Celle residierenden Herzogs von Braunschweig-Lüneburg Georg Wilhelm holte den Gärtner in die Residenzstadt. Dort schuf er – gemeinsam mit drei Gesellen – auf dem Areal des Renaissance-Lustgartens den seit 1678 sogenannten Französischen Garten.
Für Herzog Johann Friedrich war Perronet 1674–1678 beratend bei der Anlage des Lustgartens in Herrenhausen tätig.
Perronet  war mit der Katholikin Johanna Francisca La Perle verheiratet, der Witwe des Kammerdieners der Herzogin, George Guyon, genannt La Perle.